# Potamonautes kensleyi
Potamonautes kensleyi is een krabbensoort uit de familie van de Potamonautidae. De wetenschappelijke naam van de soort is voor het eerst geldig gepubliceerd in 2006 door Cumberlidge & Tavares.